# Föderation der Schweizer Psycholog:innen
Die Föderation der Schweizer Psycholog:innen (FSP) ist seit ihrer Gründung 1987 der grösste Berufsverband von Psychologen in der Schweiz. Sie zählt heute (Stand 2024) mehr als 10'000 Mitglieder und vereint Psycholog:innen aller Fachbereiche von Psychotherapie bis Arbeits- und Organisationspsychologie. Die FSP vertritt auf nationaler Ebene die Interessen und Anliegen von Psycholog:innen in Politik, Wirtschaft und Verwaltung.

## Mitglieder
Mitglieder können Personen werden, die an einer Schweizer Universität oder Fachhochschule ein Psychologiestudium auf Masterstufe abgeschlossen haben (oder einen gleichwertigen Abschluss an einer nicht-schweizerischen Universität). Sie verpflichten sich zu regelmässiger Fortbildung sowie zur Einhaltung der in der Berufsordnung festgehaltenen ethischen Grundsätze. FSP-Mitglieder sind berechtigt, den Zusatz «FSP» hinter der Berufsbezeichnung «Psychologe/Psychologin» zu führen, der für seriöse, wissenschaftlich fundierte und praktisch erprobte psychologische Dienstleistungen steht.